# Tușinu, Mureș

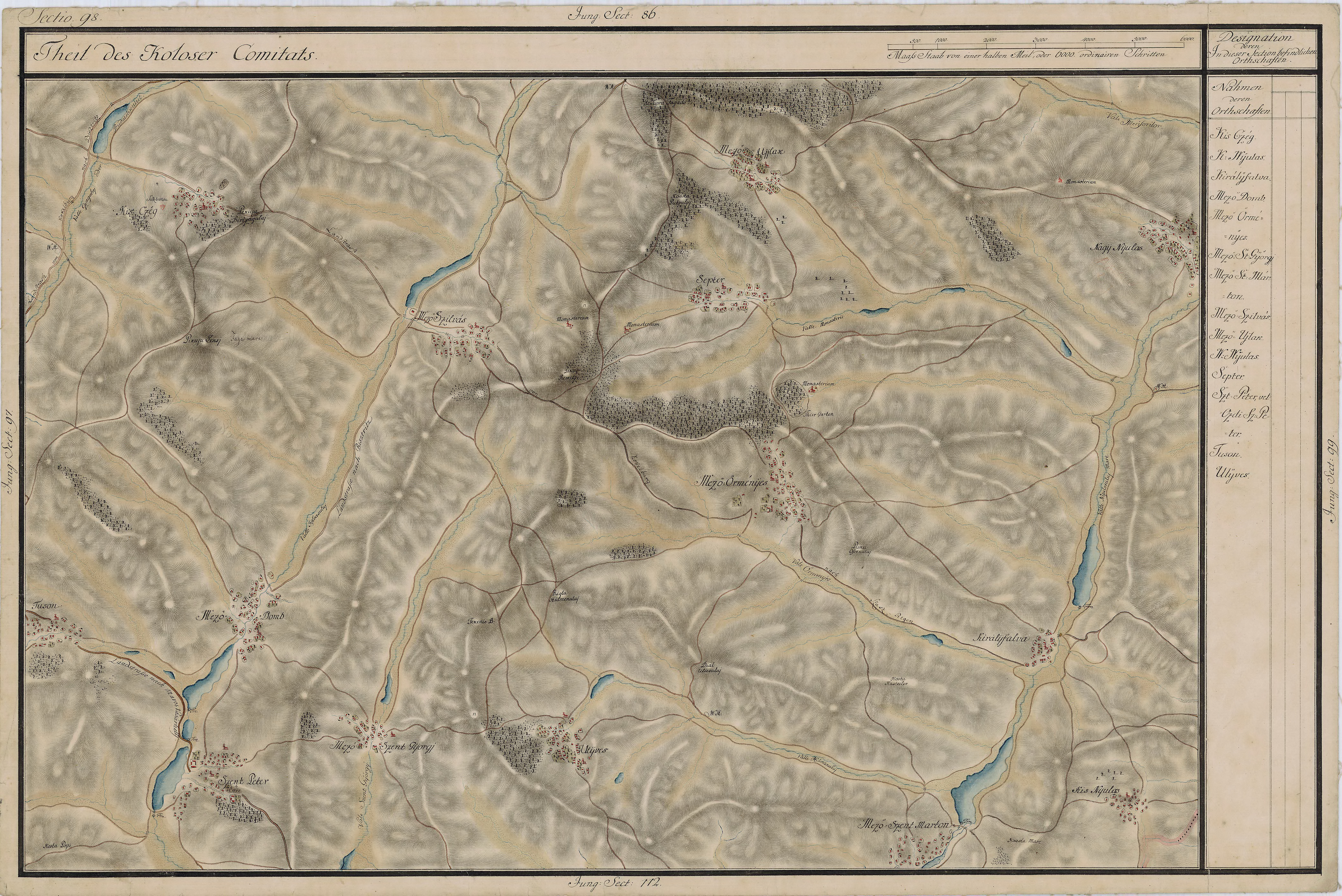
Tușinu pe Harta Iosefină a Transilvaniei, 1769-1773

Tușinu este un sat în comuna Sânpetru de Câmpie din județul Mureș, Transilvania, România.

## Localizare
Este situat în partea de sud-vest a comunei, in vecinatatea satului Dambu si a orașului Sarmasu la o distanta de 3 km de centrul comunei, in zona interfluviu dintre râul Ciciana Mare si râul Șesu. 

## Istoric
Este un sat vechi, ca si majoritatea celorlalte sate din comuna. Aici s-au descoperit o conductă de lut și fragmente de vase romane și feudale, provenite dintr-o asezare rurala româneasca. Aceste vestigii sunt expuse la Muzeul National de Istorie a Transilvaniei din Cluj. Satul este atestat documentar, pentru prima dată, în anul 1325, când Capitulul bisericii fericitului Arhanghel Mihail din Alba Iulia emite un act despre împărțirea moșiilor intre Kylian, Solomon si Ștefan, fiul lui Mihail, secui din Tylegd, pe deoparte, si Simion, Mihail si loan, fiul lui Simion si Ioan, ca să le stăpâneasca între fii lor. Este acelasi document prin care este atestat satul Dambu. Tusinul este amintit si intr-un document din anul 1334, cand se arata ca preotul loan din Tușin a platit doi grosi Arhimandritului Chezdi. Iobagii din Tușinu erau obligați să plătească anual o "nonă" stapânului feudal. In 1418, voievodul Lorand Lepes îl judeca pe Nicolae Bolgar din Tușinu ca nu a dat nona ce revine bisericii din Alba Iulia. De-a lungul timpului, satul Tusinu este atestat sub mai multe denumiri: pos.Tusan (1325), Secerdas de Tusink (1337), Tusund (1366), Thusun (1436), Thwssan (1502), Tussin (1733), Arany Labu Tusan (1839), Tussan (1854), Tusinu.